# Велике пробудження
Велике пробудження (англ.Great Awakening) — релігійний рух, що охопив Нову Англію ( США ) в 2-й чверті XVIII століття. У континентальній Європі йому відповідає квієтизм, на Британських островах — євангелізм та методизм.
Велике пробудження захопило в основному різні деномінації кальвіністського вчення. Конгрегаціоналісти, пресвітеріани, баптисти, голландські кальвіністи (реформати), деякі англікани — всі були незадоволені сухим раціоналізмом релігійної практики, що встановилася в Новій Англії. Як багатьом здавалося, в колоніях взяв гору формальний підхід до молитви, а місіонерською діяльністю серед індіанців і зовсім знехтували.
На чолі Великого пробудження став конгрегаціоналістський пастор з Нортгемптона, Джонатан Едвардс, який був прихильником кальвіністського богослов'я. Він палко захищав вчення про подвійне Приречення (Біблія, Ефесян 1:4-5,11,19; 2:4-10; Іоанна 15:16, Дії 13:48) і проповідував порятунок «тільки вірою в Ісуса Христа» (Біблія, Галатів 2:16). Проти виступили інші кальвіністи — англікани-консерватори на чолі з бостонським пастором Чарльзом Чонсі. У результаті цієї полеміки багато громад розкололися на «старосвітників» і «новосвітників».
У 1739—1740 роках багато шуму наробила подорож по колоніях одного з основоположників методизму Джорджа Вітфілда, який також дотримувався кальвіністського богослов'я. Він доводив слухачів своїми проповідями до справжньої несамовитості. Оскільки жодна церква не могла вмістити охочих, Вітфілд проповідував у відкритому полі. Подібно Едвардсу, він застерігав проти спокус вільнодумства.
Наслідком сплеску релігійного почуття в колоніях стало відкидання [Архівовано 22 листопада 2011 у Wayback Machine.] атеїстичних сторін європейського Просвітництва. Для проповіді своїх думок «новосвітники» заснували кілька навчальних закладів, з яких згодом виросли Дартмутський коледж та Принстонський університет.

## Хвилі руху
- Перше велике пробудження
- Друге велике пробудження
- Третє велике пробудження
- Четверте велике пробудження